# Контрада Фонте Доти (Терамо)
Контрада Фонте Доти (итал. Contrada Fonte Doti) је насеље у Италији у округу Терамо, региону Абруцо.
Према процени из 2011. у насељу је живело 24 становника. Насеље се налази на надморској висини од 146 м.